# Fischhaus (Ansbach)
Fischhaus (fränkisch ebenfalls Fischhaus) ist ein Gemeindeteil der kreisfreien Stadt Ansbach (Mittelfranken, Bayern). Fischhaus liegt in der Gemarkung Hennenbach.

## Geografie
Die Einöde liegt am Katterbach, einem rechten Zufluss des Eichenbachs, der links in die Fränkische Rezat fließt. Der an der Bundesstraße 14 gelegene Ort ist mit Obereichenbach zusammengewachsen. Im Süden liegt der Hausberg.

## Geschichte
Fischhaus wurde in den Vetterschen Oberamtsbeschreibungen von 1732 erstmals schriftlich erwähnt. Der Ort war ursprünglich eine markgräfliche Fischzuchtanstalt. Wahrscheinlich wurde die Fischzucht schon vorher vom Gumbertusstift betrieben.
Gegen Ende des 18. Jahrhunderts gehörte Fischhaus zur Realgemeinde Obereichenbach. Das Anwesen hatte das brandenburg-ansbachische Hofkastenamt Ansbach als Grundherrn. Unter der preußischen Verwaltung (1792–1806) des Fürstentums Ansbach erhielt Fischhaus die Hausnummer 1 des Ortes Obereichenbach. Von 1797 bis 1808 unterstand der Ort dem Justiz- und Kammeramt Ansbach.
Im Rahmen des Gemeindeedikts wurde Fischhaus dem 1808 gebildeten Steuerdistrikt Katterbach und der 1811 gegründeten Ruralgemeinde Katterbach zugeordnet. Mit dem Zweiten Gemeindeedikt (1818) wurde der Ort nach Hennenbach umgemeindet. Diese wurde am 1. Juli 1972 im Zuge der Gebietsreform in Bayern in die Stadt Ansbach eingegliedert.

### Baudenkmal
- Haus Nr. 1 (ehemals markgräfliches Fischhaus), zweigeschossiger Bau des 18. Jahrhunderts mit Sonnenuhr von 1784[10]

### Einwohnerentwicklung
| Jahr      | 001818 | 001840 | 001861 | 001871 | 001885 | 001900 | 001925 | 001950 | 001961 | 001970 | 001987 |
| Einwohner | 5      | 3      | *      | 3      | 4      | 7      | 5      | 3      | 2      | 2      | 1      |
| Häuser    | 1      | 1      |        |        | 1      | 1      | 1      | 1      | 1      |        | 1      |
| Quelle    | [ 12 ] | [ 13 ] | [ 14 ] | [ 15 ] | [ 16 ] | [ 17 ] | [ 18 ] | [ 19 ] | [ 20 ] | [ 21 ] | [ 1 ]  |

## Religion
Der Ort ist evangelisch-lutherisch geprägt und bis heute nach St. Johannis (Ansbach) gepfarrt. Die Einwohner römisch-katholischer Konfession sind nach St. Ludwig (Ansbach) gepfarrt.